# Mohrenapotheke (Regensburg)
Die Mohrenapotheke war eine der frühen Apotheken in Regensburg. Nach einem Betrieb von 499 Jahren wurde die Mohrenapotheke ab Mitte November 2015 gesperrt und im Januar 2016 endgültig geschlossen.

## Geschichte

### 1517 bis 1864 – Forchthammer-Eck am Kohlenmarkt

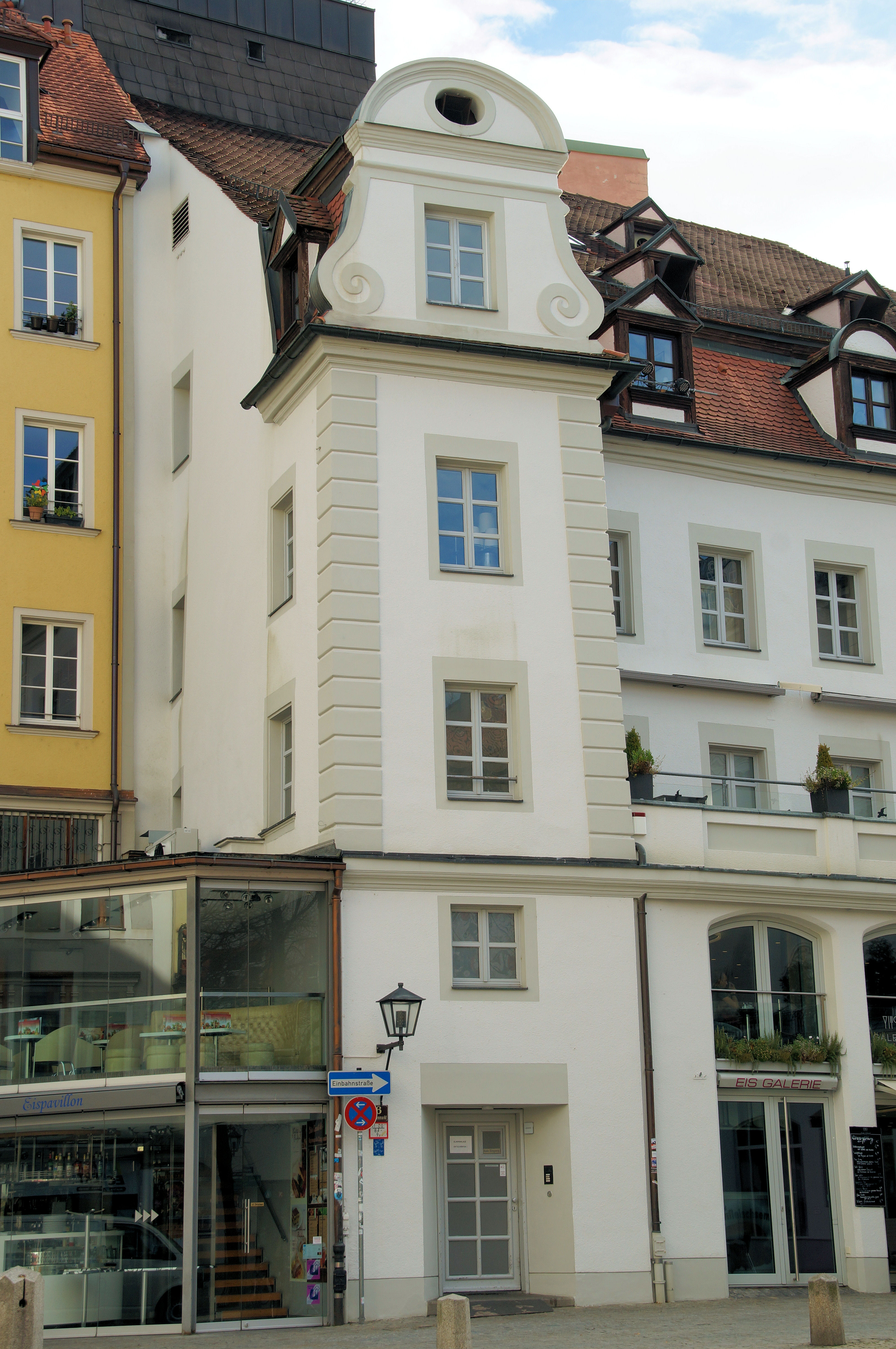
Kohlenmarkt 6 in Regensburg, ab ca. 1517 Apotheke am Markt, später genannt Mohrenapotheke, bis zum Umzug 1864 (2013)

Die Apotheke soll auf eine geheime Apotheke des Meisters Andre (Anderl) aus dem Jahr 1440 zurückgehen. Die Mohren-Apotheke zählte neben der Engel-, Löwen-, Adler- und der Elefanten-Apotheke zu den fünf reichsstädtischen Apotheken in Regensburg. Erste Zeugnisse für eine Apotheke, gelegen am zentral gelegenen und gern besuchten Marktplatz, wo als Wahrzeichen der weithin sichtbare Marktturm stand, finden sich bereits 1513. Die Geschichte der Offizin lässt sich jedoch erst ab 1517 nahezu lückenlos aus Archivalien rekonstruieren. Um 1517 wurde die „Apotheke am Markt“ am ehemaligen Forchthammer-Eck am Kohlenmarkt als zweite Stadt-Apotheke genannt. Der Besitzer zwischen 1547 und 1564 ist unbekannt.
Danach kaufte Mattis Erndl am 25. Februar 1569 die Apotheke. Nach seinem Tod im Jahre 1587 hinterließ er das „Eckhaus am Markt, anstoßend an die Häuser des Hannsen Pückerd, des Hannsen Sellmeiers und des Riemers Gerd“. seiner Tochter Maria Erndl († 1617 in Wiefelsdorf bei Schwandorf). In einem Brief zu der 1572 erlassenen Apothekerordnung äußerte sich Mattis Erndl auch zu dem Verbot des Verkaufs „Geburt vertreibender“ Mittel. Er wies darauf hin, dass in dieser Frage jeder Christ wisse, wie er sich zu verhalten habe, und deutete an, dass man derartige Dinge auch selten bei ihm verlange. Das Verbot der Abtreibung solle auch über die Kontrolle der Apotheker durchgeführt werden.
1596 übernahm Heinrich I. Erndel die väterliche Apotheke. Er kaufte am 30. Oktober 1595 zu seinem Erbteil die Anteile seiner drei Schwestern an dem Anwesen „Haus am Markt zwischen H. Helmer und der Riemer Gerd“ für 1100 Gulden. Am 18. September 1609 verkaufte er die Apotheke und einen Garten. Heinrich Erndl wurde als „Bürger allhier und Kais. Majestät Leibapotheker zu Prag“ bezeichnet. Er war bestallter Leibapotheker von Rudolf II., Kaiser des HRR, und erhielt in der Regierungszeit von Kaiser Matthias im Jahre 1617 ein Adelsdiplom. 1623 starb er in Wolfenbüttel.
1609 führte Polycarp Müller bis zu seinem Tod die Apotheke und seine Frau übernahm 1629 die Verwaltung des Hauses. Neuer Apotheker wurde Johann Kolb, der die Geschäfte bis 1634 führte. Danach ging die Apotheke an Johann Lorenz Mann über.
1649 wurde die Apotheke erstmals in einem Bürgerbuch als „Apotheke zum schwarzen Mohren“ bezeichnet. Wie aus dem Testament seiner am 16. Dezember 1652 verstorbenen Frau Walburga, geb. Kolb hervorgeht, hatte sich diese im Heiratsbrief vorbehalten, ihm das Haus und die Apotheke für 1800 Gulden zu verkaufen. In Anrechnung seiner „Lieb und Treue“ und da er ihre Kinder aus erster und zweiter Ehe gut versorgte, erließ sie ihm 800 Gulden von dieser Summe. Somit ging das Anwesen zum Betrag von 1000 Gulden in den Besitz Manns über. Nach seinem Ableben vererbte er es seinen Kindern aus einer zweiten Ehe. Von den Kindern des Johann Lorenz Mann, die bei seinem Tod noch nicht erwachsen waren, kaufte die Mutter das Anwesen 1664 um 1500 Gulden.

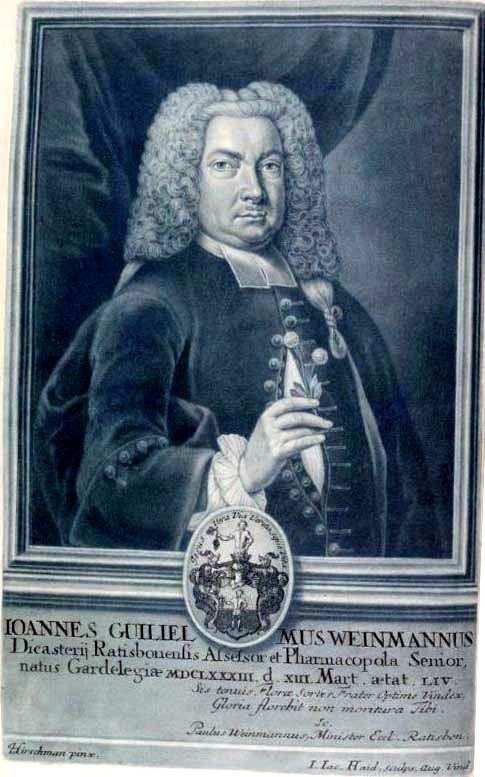
Porträt des Johann Wilhelm Weinmann von Johann Jacob Haid nach Hirschmann, veröffentlicht im Werk Phytanthoza iconographia

1664 übergab die Witwe am 16. August 1664 die Leitung der Apotheke ihrem neuen Mann Johann Georg Leipold senior. Er führte die Apotheke etwa 20 Jahre lang, bis 1684, zur Übernahmefähigkeit seines Stiefsohns, Johann Paul Mann. 1686 verkauft das Ehepaar Leipold die Apotheke für 1800 Gulden.
1687 wurde Johann Paul Mann junior in die Apothekermatrikel eingetragen. Als er im Alter von 38 Jahren 1693 starb, hinterließ er die Apotheke seiner Frau Maria Christina, welche sie ein weiteres Jahr betrieb.
1712 erwarb Johann Wilhelm Weinmann das Gebäude mit seiner Frau für 1800 fl. von Philipp Christoph Schorer (in späteren Quellen fälschlich als Philipp Christian Schörer genannt) dessen Haus mit der dazu gehörigen „ehemalig totaliter ruinierte … offizin“ Apotheke „Zum schwarzen Mohren“. Die Apotheke wurde während der Pestepidemie 1713 zur Lazarett-Apotheke bestimmt.
Heinrich Theodor Heßling und Christoph Nicolaus Heßling übernahmen jeweils 1742 und 1780 die Apotheke.

### 1864 bis Januar 2016 – Pfluggasse/Ecke Alter Kornmarkt

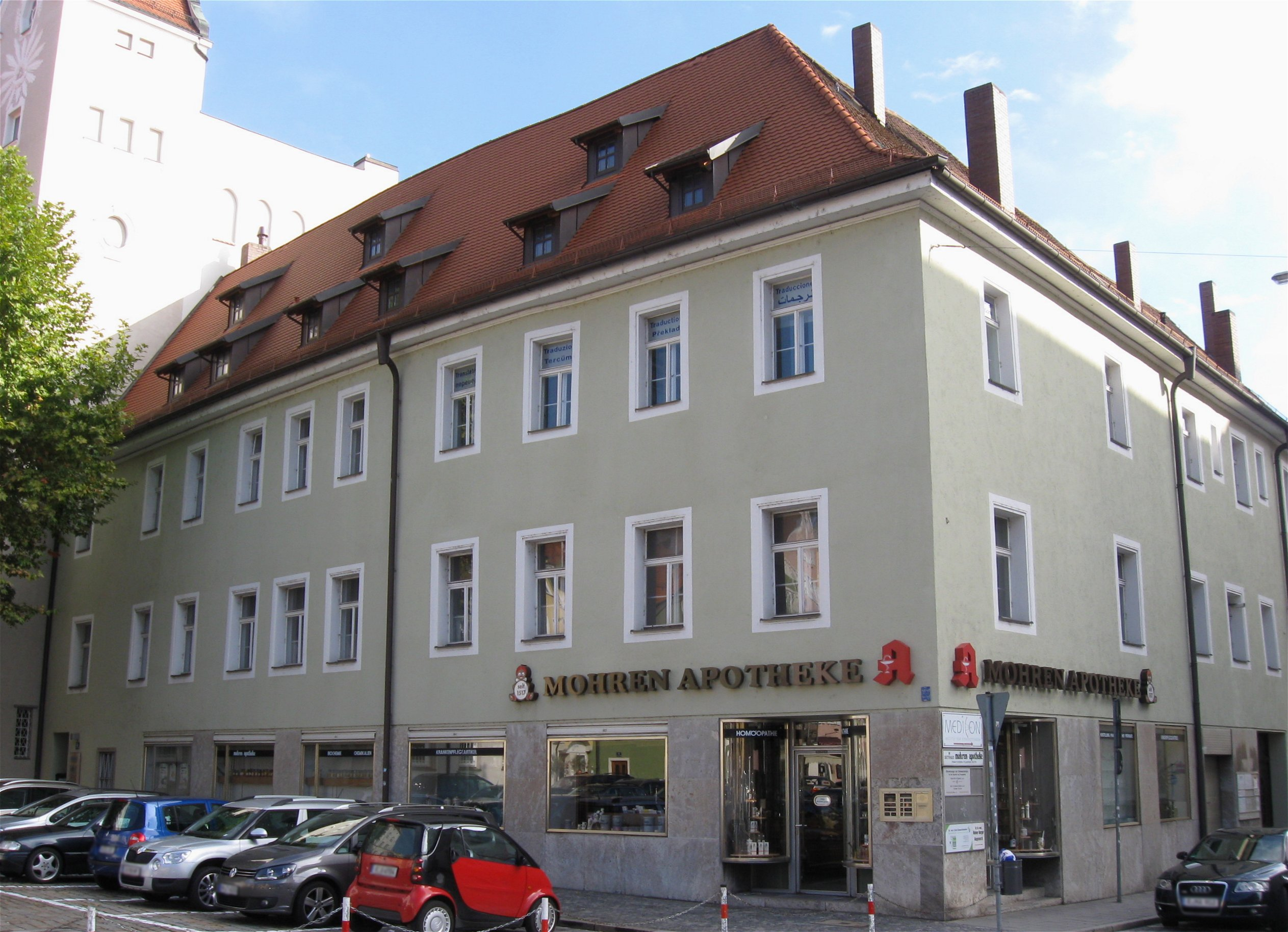
Haus Alter Kornmarkt 5 / Pfluggasse 1: Mohrenapotheke 1864 – Jan. 2016 (2013)

Die Mohren-Apotheke wurde als einzige der reichsstädtischen Apotheken verlegt. 1864 zog die Offizin vom Kohlenmarkt auf den Kornmarkt. Das Haus in der Pfluggasse/Ecke Alter Kornmarkt steht auf Fundamenten aus der Karolingerzeit so wie die Karmelitenkirche St. Joseph auch. Die Keller von Kloster und Apotheke sind durch einen Gang verbunden.
1903 Ludwig Fischer hatte das Haus 1903 erworben und baute es 1920 in Art déco um.
Gerhard Brunn war nach drei Generationen letzter Inhaber. Ungefähr sechs Monate nach seinem Ableben, war es aus wirtschaftlichen Gründen nicht mehr möglich, die Apotheke hier weiter zu führen. Der aus Ebenholz geschnitzte Mohr auf dem Apothekerschrank und ausgewählten alten Apotheker-Gerätschaften sollen im neuen Museum der Bayerischen Geschichte ab 2018 aufbewahrt werden.